# Альфа-етилтриптамін
Альфа-етилтриптамін (англ. Α-Ethyltryptamine), також відомий як етриптамін — стимулюючий та емпатогенний препарат, який є похідним триптаміну. Спочатку він був розроблений і продавався як антидепресант під торговою маркою «Моназе» компанією «Upjohn» у 1960-х роках, перш ніж був вилучений через токсичність.
Найчастішими побічними ефектами альфа-етилтриптаміну є гіперемія обличчя, головний біль, порушення шлунково-кишкового тракту, безсоння, дратівливість, втрата апетиту та седативний ефект. Рідкісним побічним ефектом препарату є агранулоцитоз. Альфа-етилтриптамін діє як агент вивільнення серотоніну, норадреналіну та дофаміну, як слабкий агоніст серотонінових рецепторів і як слабкий інгібітор моноаміноксидази. Він також може спричинити серотонінергічну нейротоксичність. Альфа-етилтриптамін є заміщеним триптаміном, і тісно пов'язаний з альфа-метилтриптаміном та іншими α-алкільованими триптамінами.
Альфа-етилтриптамін був вперше описаний у 1947 році. Його використовували як антидепресант близько року до 1961 року. Препарат розпочали використовувати з рекреаційною метою у 1980-х роках, і було зареєстровано кілька смертей внаслідок його вживання. Альфа-етилтриптамін є контрольованою речовиною в різних країнах, включаючи США та Велику Британію. У 2020-х роках відновмвся інтерес до альфа-етилтриптаміну, зокрема як альтернативи MDMA, з розробкою психоделіків і емпатогенів як ліків.

## Медичне використання
Раніше альфа-етилтриптамін використовувався в медицині як антидепресант і психостимулятор для лікування осіб з депресією. Він використовувався для цього показу під торговою маркою «Моназе».

### Доступні форми
Альфа-етилтриптамін був доступний в аптечній мережі як ацетатна сіль під торговою маркою «Моназе» у формі таблеток для перорального застосуванняу по 15 мг.

## Ефекти
Повідомляється, що альфа-етилтриптамін має та емпатогенну та слабку психостимулюючу дію. Зокрема повідомлялося про ейфорію, підвищену енергію, відкритість і співпереживання після прийому препарату. На відміну від альфа-метилтриптаміну та інших триптамінів, альфа-етилтриптамін не має психоделічних або галюциногенних ефектів. Препарат описується як менш стимулюючий та інтенсивний, ніж MDMA («екстазі»), але в інших випадках має емпатогенну дію, схожу на дію MDMA. Доза альфа-етилтриптаміну, що використовується з рекреаційноюх метою, становить від 100 до 160 мг, дія препарату розпочинається від 0,5 до 1,5 години після прийому, а тривалість його дії при попередніх дозах описується як 6-8 годин. Описано швидку толерантність до повторного введення альфа-етилтриптаміну.

## Побічні ефекти
Побічні ефекти альфа-етилтриптамін у дозах антидепресантів включали гіперемію обличчя, головний біль, порушення шлунково-кишкового тракту, безсоння, дратівливість, втрату апетиту та седативний ефект. Додаткові побічні ефекти альфа-етилтриптаміну у рекреаційних дозах включали втрату апетиту та відчуття сп'яніння. Коли дія препарату закінчиться, можуть виникнути Відчуття млявості та седації.
Як і у випадку з багатьма іншими агентами, що вивільняють серотонін, при прийомі надмірних доз або при поєднанні з певними препаратами, такими як інгібітори моноаміноксидази, може виникнути токсичність, така як серотоніновий синдром. Кілька смертей були пов'язані з рекреаційним використанням альфа-етилтриптаміну.
При тривалому застосуванні альфа-етилтриптаміну в дозах антидепресантів рідко виникає агранулоцитоз, і за наявними даними, він призвів до кількох смертей.

## Передозування
У клінічних дослідженнях альфа-етилтриптамін застосовували в дозах до 300 мг на добу. Приблизна, але непідтверджена доза 700 мг препарату в одному випадку призвела до летальної гіпертермії та збудженого марення. Дози LD50 для різних випадків застосування альфа-етилтриптаміну були вивчені та описані. Лікування інтоксикації або передозування препаратом є підтримуючим. При передозуванні препаратом може виникнути серйозна та потенційно небезпечна для життя гіпертермія. Серотонінергічну токсичність, пов'язану з серотонінергічними агентами, такими як альфа-етилтриптамін, можна контролювати за допомогою бензодіазепінів і антагоніста рецепторів серотоніну ципрогептадину.

## Фармакологія

### Фармакодинаміка
Подібно до альфа-метилтриптаміну, альфа-етилтриптамін є агентом вивільнення серотоніну, норадреналіну та дофаміну, причому серотонін є основним нейромедіатором, на який впливає альфа-етилтриптамін. Він приблизно в 10 разів сильніше індукує вивільнення серотоніну, ніж індукує вивільнення дофаміну, і приблизно в 28 разів сильніше індукує вивільнення серотоніну, ніж індукує вивільнення норадреналіну. (+)-енантіомер альфа-етилтриптаміну є агентом, що вивільняє серотонін і дофамін, і є одним із небагатьох відомих таких агентів. Він приблизно в 1,7 разів сильніше індукує вивільнення серотоніну, ніж індукує вивільнення дофаміну, приблизно в 17 разів сильніше індукує вивільнення серотоніну, ніж індукує вивільнення норадреналіну, і приблизно в 10 разів сильніше індукує вивільнення дофаміну, ніж індукує вивільнення норадреналіну.
Окрім дії як агента, що вивільняє моноаміни, альфа-етилтриптамін діє як агоніст серотонінових рецепторів.. Відомо, що він діє як слабкий частковий агоніст рецептора серотоніну 5-HT2A (напівмаксимальна ефективної концентрація >10 000 нМ; Emax = 21 %). (–)-альфа-етилтриптамін неактивний як агоніст рецептора 5-HT2A в концентраціях до 10 мкМ, тоді як (+)-альфа-етилтриптамін є агоністом рецептора 5-HT2A зі значенням напівмаксимальної ефективної концентрації 1250 нМ і значенням Emax 61 %. Було також виявлено, що αET має слабку спорідненість з рецепторами 5-HT1, 5-HT1E, 5-HT1F і 5-HT2B receptor.
Альфа-етилтриптамін є слабким інгібітором моноаміноксидази. Він зокрема, є селективним і оборотним інгібітором моноаміноксидази А. Повідомлено про значення 260 мкМ in vitro та від 80 до 100 % інгібування моноаміноксидази А при дозі 10 мг/кг у щурів in vivo. Альфа-етилтриптамін описується як дещо більш потужний інгібітор моноаміноксидази, ніж декстроамфетамін. Обидва енантіомери альфа-етилтриптаміну мають подібну активність, як інгібітори моноаміноксидази, тоді як основний метаболіт альфа-етилтриптамін 6-гідрокси-альфа-етилтриптамін неактивний. Деякі джерела вважали, що відносно слабка дія альфа-етилтриптаміну як інгібітора моноаміноксидази малоймовірно пов'язана з його стимулюючим, антидепресивним та іншими психоактивними ефектами.
Стверджується, що стимулюючий ефект альфа-етилтриптаміну знаходиться в основному в (–)-альфа-етилтриптаміні, тоді як галюциногенні ефекти переважно присутні в (+)-альфа-етилтриптаміні. Однак ці твердження, ймовірно, ґрунтуються на дослідженнях ліків на тваринах, і не обов'язково відповідають функціональним дослідженням. Узагальнення до 2,5-диметокси-4-метиламфетаміну могло бути аномальним і через дію альфа-етилтриптаміну, що вивільняє серотонін, а не через активацію рецептора серотоніну 5-HT2A та пов'язані з цим психоделічні ефекти. Відповідно, альфа-етилтриптамін не спричинює реакції посмикування голови у гризунів, на відміну від відомих психоделіків. Крім того, явні галюциногенні ефекти альфа-етилтриптаміну ніколи не були задокументовані у людей навіть у високих дозах, хоча окремі енантіомери альфа-етилтриптаміну ніколи не вивчалися на людях.
Було виявлено, що альфа-етилтриптамін спричинює серотонінергічну нейротоксичність, подібну до MDMA та пара-хлорамфетаміну у щурів. Це включало тривале зниження рівня серотоніну, рівнів 5-гідроксиіндолоцтової кислоти і місць поглинання серотоніну у лобовій корі головного мозку та гіпокампі. Дозування альфа-етилтриптаміну становило 8 доз по 30 мг/кг шляхом підшкірної ін'єкції з інтервалами в 12 годин. Існують помітні видові відмінності в нейротоксичності агентів, що вивільняють моноаміни. Примати, ймовірно, більш сприйнятливі до пошкоджень, спричинених серотонінергічними нейротоксинами, такими як MDMA, ніж гризуни.

### Фармакокінетика
Всмоктування альфа-етилтриптаміну є швидким. Він має відносно великий об'єм розподілу. Препарат гідроксилюється з утворенням основного метаболіту 6-гідрокси-альфа-етилтриптаміну (3-(2-амінобутил)-6-гідроксиіндолу). Цей метаболіт неактивний. Альфа-етилтриптамін виводиться головним чином із сечею, і більша частина дози виводиться із сечею протягом 12-24 годин. Період напіввиведення препарату становить приблизно 8 годин.

## Хімічні властивості
Альфа-етилтриптамін, також відомий як 3-(2-амінобутил)індол, є заміщеним похідним триптаміну та α-алкілтриптаміну. Аналоги альфа-етилтриптаміну включають альфа-метилтриптамін (αMT) та інші заміщені α-алкільовані триптаміни, такі як 5-MeO-альфа-етилтриптамін, 5-хлор-альфа-етилтриптамін (PAL-542) і 5-фтор-альфа-етилтриптамін (PAL-545).

## Історія
Альфа-етилтриптамін вперше був описаний у науковій літературі в 1947 році. Енантіомери альфа-етилтриптаміну були вперше окремо описані в 1970 році. Спочатку вважалося, що він справляє свій вплив переважно через інгібування моноаміноксидази, альфа-етилтриптамін був розроблений у 1960-х роках як антидепресант компанією «Upjohn» у США під загальною назвою «етриптамін» і торговою маркою «Моназе», але його було вилучено з потенційного комерційного використання через випадки важкого агранулоцитозу в кількох пацієнтів. Він був на ринку близько року, до 1961 році, і його приймали більш ніж 5 тисяч пацієнтів, перш ніж його вилучили з продажу. Альфа-етилтриптамін зазвичай використовувався як антидепресант у дозах від 30 до 40 мг/день (але до 75 мг/день), що є нижчими, ніж дози, які використовувалися рекреаційно.
У 1980-х роках альфа-етилтриптамін отримав обмежену рекреаційну популярність як конструкторський наркотик із ефектом, подібним до MDMA. Згодом у США його додали до Списку I заборонених речовин у 1993—1994 роках.

## Суспільство і культура

### Назви
Етриптамін — офіційна генерична назва препарату та його міжнародна непатентована назва та затверджена британська назва. У випадку ацетатної солі препарату її генерична назва етриптаміну ацетат, і це назва, затверджена в США. Етриптамін використовувався у фармацевтиці як етриптаміну ацетат. Етриптамін більш відомий як альфа-етилтриптамін або α-етилтриптамін. Іншими синонімами альфа-етилтриптаміну та/або його ацетатної солі є 3-(2-амінобутил)індол, 3-індолілбутиламін, PAL-125, U-17312E, Ro 3-1932, NSC-63963та NSC-88061, а також його колишню торгову марку «Моназе».

### Рекреаційне використання
Альфа-етилтриптамін використовується як рекреаційний наркотик з 1980-х років. Відомими назвами рекреаційного наркотику є «Trip», «ET», «Love Pearls» і «Love Pills».

### Правовий статус
Альфа-етилтриптамін є контрольованою речовиною Списку I у США і контрольованою речовиною класу A у Великій Британії.

## Дослідження
Окрім депресії, альфа-етилтриптамін вивчався для застосування в осіб з шизофренією та іншими захворюваннями.